# Elitloppet 2016
Elitloppet 2016 var den 65:e upplagan av Elitloppet, som gick av stapeln söndagen den 29 maj 2016 på Solvalla i Stockholm.
Loppet målades på förhand upp som ett "revanschens år" för Stefan Melanders stjärnhäst Nuncio, som hade varit heroisk som trea efter att ha travat i tredjespår under hela Elitloppsfinalen 2015. Nuncio, körd av Örjan Kihlström, vann sedermera 2016 års upplaga efter att ha segrat i finalloppet på tiden 1.09,2 över 1609 meter från utvändigt ledaren. Segertiden var den dittills snabbaste segertiden någonsin i en Elitloppsfinal. Det tidigare rekordet låg på 1.09,5, vilket Timoko travade från ledningen i 2014 års upplaga. Rekordet slogs senare i 2017 års upplaga av Timoko, körd av Björn Goop.

## Dopingskandalen
Den 9 september 2016 framkom att Fabrice Souloy dopat fyra hästar i sitt stall med ämnet kobolt. Souloy fråntogs därför bland annat segern i kvalheat 2 och tredjeplatsen i finalen med Un Mec d'Héripré. Souloys hästar fråntogs även prispengar och placeringar i andra nordiska lopp, bland annat Oslo Grand Prix.

### Dopingskandalen 2020
Propulsion blev mycket uppmärksammad efter Elitloppet 2020, där han skar mållinjen som etta. Några dagar efter loppet meddelade den norska facktidningen Trav og Galopp-nytt att Propulsion, enligt uppgifter skulle vara nervsnittad i sina hovar. I oktober 2020 framkom det att Propulsion inte varit startberättigad i Sverige, då han nervsnittats innan han importerades till Sverige 2015. Det innebar att Propulsions 45 starter i Sverige ogiltigförklarades, resultatlistorna korrigerades och prispengarna återkrävs, däribland fjärdeplatsen i Elitloppet 2016.

## Upplägg och genomförande
Elitloppet är ett inbjudningslopp och varje år bjuds 16 hästar som utmärkt sig in till Elitloppet. Hästarna lottas in i två kvalheat, och de fyra bästa i varje försök går vidare till finalen som sker 2–3 timmar senare samma dag. Desto bättre placering i kvalheatet, desto tidigare får hästens tränare välja startspår inför finalen. Samtliga tre lopp travas sedan 1965 över sprinterdistansen 1 609 meter (engelska milen) med autostart (bilstart). Förstapris i finalen är 3 miljoner kronor, och 250 000 kronor i respektive kvalheat.

## Kvalheat 1
| P   | S | Häst              | Kusk               | Tränare              | Land      | Odds  | Tid    |
| --- | - | ----------------- | ------------------ | -------------------- | --------- | ----- | ------ |
| 1   | 4 | Timoko            | Björn Goop         | Richard Westerink    | Frankrike | 2,91  | 1.09,1 |
| 2   | 2 | Resolve           | Åke Svanstedt      | Åke Svanstedt        | Kanada    | 4,40  | 1.09,2 |
| 3   | 1 | Oasis Bi          | Johnny Takter      | Stefan P. Pettersson | Sverige   | 14,00 | 1.09,4 |
| 4   | 6 | Volstead          | Stefan Melander    | Stefan Melander      | Sverige   | 15,40 | 1.09,5 |
| 0   | 5 | Mosaique Face     | Lutfi Kolgjini     | Lutfi Kolgjini       | Sverige   | 4,50  | 1.09,7 |
| 0   | 8 | Voltigeur de Myrt | Gabriele Gelormini | Roberto Donati       | Frankrike | 31,90 | 1.09,7 |
| d   | 3 | Propulsion1       | Örjan Kihlström    | Daniel Redén         | Sverige   | 4,50  | frd3a  |
| str | 7 | Your Highness     | Franck Nivard      | Fabrice Souloy       | Sverige   | -     | -      |

1 Propulsion slutade på tredje plats i kvalheatet, och kvalificerade sig till final. Tabellen visar resultatet efter diskvalificering.

## Kvalheat 2
| P | S | Häst               | Kusk               | Tränare           | Land      | Odds  | Tid    |
| - | - | ------------------ | ------------------ | ----------------- | --------- | ----- | ------ |
| 1 | 2 | Nuncio             | Örjan Kihlström    | Stefan Melander   | Sverige   | 7,51  | 1.09,4 |
| 2 | 1 | Royal Fighter      | Jennifer Tillman   | Per K. Eriksson   | Sverige   | 5,00  | 1.09,7 |
| 3 | 8 | Billie de Montfort | David Thomain      | Sébastien Guarato | Frankrike | 52,00 | 1.09,7 |
| 4 | 3 | On Track Piraten   | Johnny Takter      | Hans R. Strömberg | Sverige   | 11,00 | 1.09,7 |
| 0 | 6 | B.B.S.Sugarlight   | Peter Untersteiner | Fredrik Solberg   | Norge     | 9,70  | 1.09,9 |
| 0 | 7 | Magic Tonight      | Erik Adielsson     | Roger Walmann     | Sverige   | 21,80 | 1.10,4 |
| d | 5 | Call Me Keeper     | Franck Nivard      | Daniel Redén      | Sverige   | 14,40 | uag    |
| d | 4 | Un Mec d'Héripré2  | Joseph Verbeeck    | Fabrice Souloy    | Frankrike | 7,50  | frd1a  |

2 Un Mec d'Héripré slutade på första plats i kvalheatet, och kvalificerade sig till final. Tabellen visar resultatet efter diskvalificering.

## Finalheat
| P | S | Häst               | Kusk             | Tränare              | Land      | Odds  | Tid    |
| - | - | ------------------ | ---------------- | -------------------- | --------- | ----- | ------ |
| 1 | 4 | Nuncio             | Örjan Kihlström  | Stefan Melander      | Sverige   | 3,10  | 1.09,2 |
| 2 | 3 | Resolve            | Åke Svanstedt    | Åke Svanstedt        | Kanada    | 5,50  | 1.09,3 |
| 3 | 2 | Timoko             | Björn Goop       | Richard Westerink    | Frankrike | 4,40  | 1.09,5 |
| 4 | 8 | Oasis Bi           | Johnny Takter    | Stefan P. Pettersson | Sverige   | 51,90 | 1.09,6 |
| 5 | 6 | Royal Fighter      | Jennifer Tillman | Per K. Eriksson      | Sverige   | 26,50 | 1.09,7 |
| 0 | 7 | Billie de Montfort | David Thomain    | Sébastien Guarato    | Frankrike | 64,30 | 1.09,6 |
| d | 1 | Un Mec d'Héripré3  | Joseph Verbeeck  | Fabrice Souloy       | Frankrike | 3,80  | frd3a  |
| d | 5 | Propulsion4        | Erik Adielsson   | Daniel Redén         | Sverige   | 8,20  | frd4a  |

3 Un Mec d'Héripré slutade på tredje plats i finalheatet. Tabellen visar resultatet efter diskvalificering.

4 Propulsion slutade på fjärde plats i finalheatet. Tabellen visar resultatet efter diskvalificering.